# Anomala barbarae
Anomala barbarae är en skalbaggsart som beskrevs av Frey 1968. Anomala barbarae ingår i släktet Anomala och familjen Rutelidae. Inga underarter finns listade i Catalogue of Life.